# Нарди, Лука
Лука Нарди (итал. Luca Nardi; род. 6 августа 2003, Пезаро, Марке) — итальянский теннисист.

## Спортивная карьера
Нарди дебютировал в основной сетке ATP тура на Открытом чемпионате Европейского сообщества 2020 года в одиночном разряде, где проиграл в первом же матче Маркосу Гирону в трех сетах.
В первую неделю Challenger тура 2022 года Нарди выиграл свой первый титул претендента на турнире Città di Forlì Challenger 2022, победив в финале Мукунда Сасикумара. Второй титул «челленджера» он завоевал на «Челленджере Читта ди Лугано» 2022 года, победив в финале Леандро Риди. В этом же году дебютировал на «Мастерсе» в Риме, получив wildcard.
На турнире ATP 500 в Астане в 2022 году Нарди квалифицировался в основную сетку, победив первого сеяного Давида Гоффена. Здесь же выиграл свой первый матч в основной сетке ATP тура, победив Александра Шевченко. Во втором раунде проиграл третьему сеяному Стефаносу Циципасу.
В 2023 году дебютировал на Мастерсе в Монте-Карло после победы над четвертым сеяным Константом Лестьеном и одиннадцатым сеяным Оскаром Отте в квалификационном рунде. Выиграл матч первого круга над Валентином Вашеро, но проиграл во втором раунде соотечественнику и 16-му сеяному Лоренцо Музетти.
В 2023 году получил wildcard для участия в основной сетке Открытого чемпионата Италии, где проиграл в первом же раунде Давиду Гоффену. В последующие недели Нарди дважды выходил в четвертьфинал «Челленджеров», в Виченце и Милане. В августе он выиграл свой четвертый титул претендента в Порту, победив в финале португальца Жуана Соузу. В ноябре 2023 года квалифицировался на финал ATP следующего поколения.
На турнире в Индиан-Уэлсе, в марте 2024 года, он заменил в основной сетке 30-го сеяного Томаса Мартина Этчеверри, который снялся с турнира, но как сеянный должен был стартовать со второго раунда. Нарди победил китайца Чжан Чжичжэня, одержав свою первую победу на этом Мастерсе, и вышел в третий раунд соревнований. Его соперником в третьем круге стал первая ракетка мира Новак Джокович, которого итальянец сумел обыграть в трёх сетах, став первым лаки-лузером, сделавшим это на турнирах ATP Masters 1000. Нарди — первый игрок с самым низким рейтингом, когда-либо побеждавшим Джоковича на турнирах «Мастерс» или «Большого шлема». В четвёртом круге уступил американцу Томми Полу.
В марте выиграл «челленджер» на грунте в Неаполе, при этом в четвертьфинале, полуфинале и финале проигрывал первую партию. 1 апреля поднялся на высшее в карьере 75-е место в рейтинге.

## Рейтинг на конец года
| Год  | Одиночный рейтинг | Парный рейтинг |
| 2023 | 118               | 631            |
| 2022 | 135               | 423            |
| 2021 | 364               | 560            |
| 2020 | 787               | 1445           |
| 2019 | 1438              | 1538           |
| 2018 | 1491              | нет            |

## Выступления на турнирах

### Финалы турнировATPв одиночном разряде (0)

#### Поражения (0)
| Легенда                     |
| --------------------------- |
| Турниры Большого шлема (0)* |
| Итоговый турнир ATP (0)     |
| ATP Мастерс 1000 (0)        |
| АТР 500 (0)                 |
| АТР 250 (0)                 |

| Титулы по покрытиям | Титулы по месту проведения матчей турнира |
| ------------------- | ----------------------------------------- |
| Хард (0)            | Зал (0)                                   |
| Грунт (0)           | Зал (0)                                   |
| Трава (0)           | Открытый воздух (0)                       |
| Ковёр (0)           | Открытый воздух (0)                       |

* количество побед в одиночном разряде.